# Доналд Съдърланд
Доналд Съдърланд (на английски: Donald Sutherland) е филмов актьор. 

## Биография
Роден е в Канада. Участва в над 100 филма, някои от които са „Военнополева болница“, „Героите на Кели“, „Обикновени хора“, „Не поглеждай сега“, „Денят на скакалеца“, „Зараза“, „Зад решетките“, „Италианска афера“ и други. Баща е на Кийфър Съдърланд. Името му се среща и като Доналд Съдърленд.
През ноември 2017 г. е удостоен с награда „Оскар“ за цялостно творчество на губернаторската церемония.

## Избрана филмография
| Година | Филм                                        | Оригинално заглавие                   | Роля                      | Режисьор           |
| ------ | ------------------------------------------- | ------------------------------------- | ------------------------- | ------------------ |
| 1970   | Военнополева болница                        | MASH                                  | (Ястребовото око) Пиърс   | Робърт Олтмън      |
| 1970   | Героите на Кели                             | Kelly's Heroes                        | сержант (Одбол)           | Брайън Хътън       |
| 1971   | Клут                                        | Clute                                 | Джон Клут                 | Алън Пакула        |
| 1973   | Не поглеждай сега                           | Don't Look Now                        | Джон Бакстър              | Николас Роуг       |
| 1976   | Казанова на Фредерико Фелини                | Il Casanova di Federico Fellini       | Джакомо Казанова          | Федерико Фелини    |
| 1976   | Двадесети век                               | Novecento                             | Атила Меланчини           | Бернардо Бертолучи |
| 1978   | Големият влаков обир                        | The First Great Train Robbery         | Агар                      | Майкъл Крайтън     |
| 1980   | Обикновени хора                             | Ordinary People                       | Калвин Джарет             | Робърт Редфорд     |
| 1989   | Зад решетките                               | Lock Up                               | Уорден Драмгул            | Джон Флин          |
| 1992   | Човекът от гарата                           | The Railway Station Man               | Роджър Хоторн             | Майкъл Уайт        |
| 1995   | Зараза                                      | Outbreak                              | генерал Доналд Макклинток | Волфганг Петерсен  |
| 1995   | Гражданинът Хикс                            | Citizen X                             | полковник Михаил Фетисов  | Крис Джеролмо      |
| 1996   | Време да убиваш                             | A Time to Kill                        | Люсиен Уилбанкс           | Джоел Шумахер      |
| 2000   | Изкуството на войната                       | The Art of War                        | Дъглас Томас              | Кристиян Дюге      |
| 2003   | Студена планина                             | Cold Mountain                         | преподобни Монро          | Антъни Мингела     |
| 2005   | Гордост и предразсъдъци                     | Pride and Prejudice                   | мистър Бенет              | Джо Райт           |
| 2008   | Златна възможност                           | Fool's Gold                           | Найджъл Хъникат           | Анди Тенант        |
| 2012   | Игрите на глада                             | The Hunger Games                      | президент Кориоланъс Сноу | Гари Рос           |
| 2013   | Най-добрата оферта                          | The Best Offer                        | Били Уислър               | Джузепе Торнаторе  |
| 2013   | Игрите на глада: Възпламеняване             | The Hunger Games: Catching Fire       | президент Кориоланъс Сноу | Франсис Лоурънс    |
| 2014   | Игрите на глада: Сойка-присмехулка – част 1 | The Hunger Games: Mockingjay – Part 1 | президент Кориоланъс Сноу | Франсис Лоурънс    |
| 2015   | Игрите на глада: Сойка-присмехулка – част 2 | The Hunger Games: Mockingjay – Part 2 | президент Кориоланъс Сноу | Франсис Лоурънс    |